# Terence Davis
Terence B. Davis II (* 16. Mai 1997 in Southaven, Mississippi) ist ein US-amerikanischer Basketballspieler, der seit 2021 bei den Sacramento Kings in der National Basketball Association spielt. Davis ist 1,93 Meter groß und spielt meist als Shooting Guard. Obwohl Davis in der NBA-Draft 2019 nicht ausgewählt wurde, gelang ihm danach bei den Toronto Raptors der Sprung in die Liga.

## Persönliches
Davis begann Basketball mit sechs Jahren. An der Southaven High School spielte er American Football als Wide Receiver. Davis bekam Stipendien von 20 großen Universitäten angeboten, aber er entschloss sich dazu, Basketball an der University of Mississippi zu spielen.
Davis wurde am 27. Oktober 2020 in New York City festgenommen, nachdem er angeblich seine damalige Freundin angegriffen hatte.

## College
Als Freshman an der University of Mississippi erhielt Davis wenig Einsatzzeit (6,9 Minuten pro Spiel), er erzielte durchschnittlich 1,9 Punkte je Begegnung. In seiner Sophomore-Saison verbesserte er sich deutlich und erzielte im Durchschnitt 14,9 Punkte und 5,3 Rebounds pro Spiel.
In seinem Junior-Jahr führte Davis die Hochschulmannschaft mit durchschnittlich 13,8 Punkten pro Spiel an, während er dazu noch 6,2 Rebounds und 2,1 Assists verbuchte.
Nach Davis’ dritten Saison wurde sein Trainer Andy Kennedy entlassen und Kermit Davis, welcher 2019 als SEC-Trainer des Jahres ausgezeichnet worden, als neuer Trainer angestellt.
In seinem Senior-Jahr schaffte Davis durchschnittlich 15,2 Punkte, 5,8 Rebounds und 3,5 Assists pro Spiel, mit Trefferquoten von 37,1 % (Dreipunktewurf) und 77,2 % (Freiwurf) erreichte die bisherigen Höchstwerte seiner Hochschulzeit. Er wurde zum SEC-Spieler der Woche ernannt, nachdem er am 9. Januar 2019 zum Sieg über Auburn  27 Punkte und 12 Rebounds beigesteuert hatte.
Am Ende der Saison wurde Davis in das All-SEC 2nd Team berufen. Während seiner vier Jahre an der University of Mississippi, führte Davis die Hochschulmannschaft erstmals in ihrer Geschichte zur Teilnahme der NCAA-Endrunde.
Nach seiner Senior-Saison nahm er am Turnier Portsmouth Invitational teil und wurde in das All-Tournament-Team berufen.

## Professionelle Karriere

### Toronto Raptors (2019–2021)
Nachdem Davis im NBA-Draftverfahren 2019 nicht ausgewählt worden war, wurde er von den Denver Nuggets ins Aufgebot für die NBA Summer League aufgenommen. Am 11. Juli 2019 unterschrieb Davis einen Zweijahresvertrag bei den Toronto Raptors.
Am 22. Oktober 2019 gab Davis bei einem 130:122-Sieg über die New Orleans Pelicans sein NBA-Debüt. Er schloss das Spiel mit 5 Punkten, 5 Rebounds, 2 Assists und 2 Steals ab. Am 20. November 2019 kam er während eines 113:97-Siegs gegen die Orlando Magic auf 19 Punkte sowie 8 Rebounds.
Am 8. Januar 2020 wurde Davis erstmals in die Anfangsaufstellung beordert, er erzielte in diesem Spiel 23 Punkte, 11 Rebounds und 5 Assists, damit führte er Toronto zu einem 112:110-Sieg über die Charlotte Hornets.
Am 2. Februar 2020 erzielte Davis in einem Spiel gegen die Chicago Bulls mit 31 Punkten seinen bisherigen Karrierehöchstwert. Davis war der einzige Spieler der Raptors, welcher in der Saison 2019/20 an allen 72 Spiele teilnahm.
Am 15. September 2020 wurde Davis in das NBA All-Rookie 2nd Team berufen.

### Sacramento Kings (seit 2021)
Am 25. März 2021 wurde Davis nach knapp zwei Jahren bei den Raptors zu den Sacramento Kings getauscht.

## Statistiken

### NBA
| Jahr     | Team     | GP  | GS | MPG  | FG%  | 3P%  | FT%  | RPG | APG | SPG | BPG | PPG |
| -------- | -------- | --- | -- | ---- | ---- | ---- | ---- | --- | --- | --- | --- | --- |
| 2019–20  | Raptors  | 72  | 4  | 16.8 | .456 | .388 | .864 | 3.3 | 1.6 | .5  | .2  | 7.5 |
| 2020–21  | Raptors  | 34  | 4  | 14.5 | .414 | .361 | .889 | 1.9 | 1.1 | .5  | .2  | 6.9 |
| Karriere | Karriere | 106 | 8  | 16.1 | .443 | .379 | .870 | 2.9 | 1.4 | .5  | .2  | 7.3 |

#### Playoffs
| Jahr     | Team     | GP | GS | MPG  | FG%  | 3P%  | FT%   | RPG | APG | SPG | BPG | PPG |
| -------- | -------- | -- | -- | ---- | ---- | ---- | ----- | --- | --- | --- | --- | --- |
| 2020     | Raptors  | 6  | 0  | 14.0 | .483 | .421 | 1.000 | 2.2 | 1.2 | .2  | .0  | 7.2 |
| Karriere | Karriere | 6  | 0  | 14.0 | .483 | .421 | 1.000 | 2.2 | 1.2 | .2  | .0  | 7.2 |

### College
| Year     | Team     | GP  | GS | MPG  | FG%  | 3P%  | FT%  | RPG | APG | SPG | BPG | PPG  |
| -------- | -------- | --- | -- | ---- | ---- | ---- | ---- | --- | --- | --- | --- | ---- |
| 2015–16  | Ole Miss | 20  | 0  | 6.6  | .433 | .273 | .368 | .9  | .3  | .4  | .1  | 1.8  |
| 2016–17  | Ole Miss | 36  | 26 | 25.3 | .482 | .333 | .723 | 5.3 | 1.8 | 1.4 | .5  | 14.9 |
| 2017–18  | Ole Miss | 32  | 24 | 27.3 | .407 | .317 | .720 | 6.2 | 2.1 | .9  | .9  | 13.8 |
| 2018–19  | Ole Miss | 33  | 32 | 31.0 | .444 | .371 | .772 | 5.8 | 3.5 | 1.6 | .6  | 15.2 |
| Karriere | Karriere | 121 | 82 | 24.3 | .445 | .339 | .717 | 4.9 | 2.1 | 1.2 | .6  | 12.5 |

## Auszeichnungen & Erfolge

### NBA
- All-Rookie 2nd Team: 2020

### College
- All-SEC 2nd Team: 2019